# Parahyba United
O Parahyba United foi um clube brasileiro de futebol da cidade de João Pessoa, no estado da Paraíba. Foi criado em 1909 para efetuar rivalidades com o Parahyba Foot Ball Club. Mandava seus Jogos no Estádio do Mangabeirão em João Pessoa, seu uniforme era camisa azul, calções branco, meias azul. Foi campeão do Campeonato Paraibano de Futebol do ano de 1909.